# Pargeva II Amatúnio
Pargeva II Amatúnio (em latim: Pargeva; em armênio: Պարգեւ; romaniz.: Pargev; m. 389) foi um nobre armênio (nacarar) do fim do século IV, ativo durante o reinado do rei Cosroes IV (r. 385–389).

## Nome
Pargeva é a forma latinizada do armênio Pargueve (Պարգև, Pargev), que derivou do substantivo comum pargev (պարգև), "presente".

## Vida
Pargeva pertencia à família Amatúnio e era pai de Manuel. Nina Garsoïan considerou que não deva ser confundido com o homônimo que esteve ativo em meados do século IV, como proposto por Ferdinand Justi, pois o tempo no qual estiveram ativos é muito distante para que possa pensar que se trata da mesma pessoa. Segundo o relato de Moisés de Corene, em 389, quando o rei Cosroes IV (r. 385–389) foi deposto sob ordens do xainxá do Império Sassânida,[a] Pargeva reuniu-se com outros nobres e formou uma pequena força de 700 cavaleiros com o intuito de atacar o comboio que transportava o rei para salvá-lo. Na batalha que se seguiu, todos os nobres armênios, exceto Pargeva, morreram em combate. Pargeva foi levado perante o xainxá, que o fez explodir como um odre de vinho e ordenou que fosse colocado perpetuamente diante de Cosroes.